# ちゃっきり茶太郎
「ちゃっきり茶太郎」（ちゃっきりちゃたろう）は、2016年7月20日にビクターより発売された橋幸夫の180枚目のシングルである。CD（VICL-37185）とカセットテープ（VISL-37185）の2形式で発売された。

## 概要
- 2016年は、1960年7月に「潮来笠」でデビューした橋にとっで57年目にあたる。デビュー初期には多くの股旅ものをリリースしてきた橋だが、恩師にあたる作詞家の佐伯孝夫没後は、股旅ものは阿久悠作詞でシングルやアルバムを発表しているもの、急減した。
- リバスター時代には、オリジナルアルバム「日本列島三度笠」はあるが、シングルでの股旅ものは発表されないままに終わった。
- ビクター復帰後は、初共演となる荒木とよひさの詞に恩師吉田正が曲をつけ、「面影渡り鳥」を1996年5月にリリースしたが、吉田はその翌年病没している。「面影渡り鳥」はビクターヒットを受賞し、国民栄誉賞を受賞した吉田の最後のヒット賞受賞作品となった[2]が、これが橋への遺作となった。
- その後は股旅ものが発表されることはなく、本作は20年振りの股旅ものとなった。
- 従来は、地名＋人名（潮来の伊太郎、沓掛時次郎、成田の花太郎、佐久の鯉太郎）の組合せが主であったが、本楽曲では地名の代わりに、広く知られている「ちゃっきり節」の「ちゃっきり」で、駿河と遠江を表現している。「ちゃっきり節」は静岡電鉄経営の遊園地用コマーシャルソングとして、北原白秋が作詞したもので、1931年にビクターの市丸がレコードに吹き込み、大ヒットして広く知られるようになり[3]、新民謡として定着した。本楽曲はこれと静岡特産のお茶をモチーフにしている。歌詞には「小夜の中山」「牧ノ原」「遠州」「駿河湾」などの地名も盛り込まれている。
- 橋は、20年ぶりの股旅ものとなる本曲について、「認知症を長く患った母が、病床でも『潮来笠』だけは歌詞を忘れずに最後まで歌えた」、その「母に、この歌が届けばいいなと思います」と述べている[4]。
- 発売から半年後の2016年12月19日には、茶太郎のゆかりの牧之原台地周辺5市（牧之原市、御前崎市、掛川市、菊川市、島田市）から、牧之原台地のお茶をＰＲする「お茶親善大使」に任命されている[5]。
- 作詞は鈴木紀代で、これまでも「男ざかり」(VIDL-3050)などで共演している。作曲の影山時則、編曲の新田高史とは初共演となる。
- c/wの「2020音頭（来たれ!希望の新時代）」は、作詞椎名透明、作曲橋幸夫、編曲矢田部正で、2020年の東京オリンピックに向けた楽曲の一つとして、橋がパーソナリティを務める「橋幸夫の地球楽団」で、2015年末に発表された楽曲である。

## 収録曲
1. ちゃっきり茶太郎
作詞：鈴木紀代、作曲：影山時則、編曲：新田高史
2. 2020音頭（来たれ!希望の新時代） 
作詞：椎名透明、作曲：橋幸夫、編曲：矢田部正

## 収録アルバム
- 「橋幸夫ベストヒット全曲集」（VICL-65645～6）

## 「ちゃっきり節」関連
- ちゃっきり節と静岡電気鉄道
- 「ちゃっきり節」の歌唱
市丸「茶切（ちゃっきり）節」『ビクター・レコーディングス(1)１９２８～１９３７』 Disc 1所収